# Sunbury-on-Thames
Sunbury-on-Thames is een plaats in het bestuurlijke gebied Spelthorne, in het Engelse graafschap Surrey. De plaats ligt op de noordelijke oever van de Theems en telt 27.415 inwoners. Voor 1965 lag Sunbury-on-Thames in Middlesex.
Ten oosten van de plaats is de renbaan Kempton Park Racecourse.

## Geboren in Sunbury-on-Thames
- John Glen (1932), filmregisseur